# Désiré Munyaneza
Désiré Munyaneza (1966) is een Rwandese zakenman die een levenslange gevangenisstraf uitzit in verband met zijn rol tijdens de Rwandese Genocide in 1994. In 2009 werd Munyaneza veroordeeld, onder meer wegens oorlogsmisdaden en misdaden tegen de menselijkheid.